# Приёмыш Богоматери

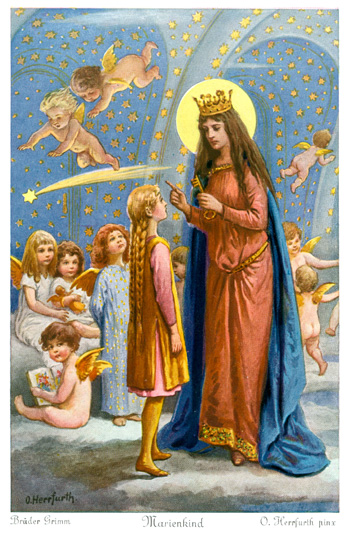
Приёмыш Богоматери (иллюстрация Оскара Херферта)

«Приёмыш Богоматери» (нем. Marienkind) — сказка братьев Гримм о девочке из бедной семьи, удочерённой Богоматерью и испытавшей за своё упорство в обмане серьёзные испытания. По системе классификации сказочных сюжетов Aарне-Томпсона, имеет номер 710.

## Сюжет
В семье дровосека росла трёхлетняя девочка, но родители были так бедны, что не имели даже хлеба, чтобы прокормить ребёнка. Однажды дровосека в лесу повстречала Дева Мария и предложила отдать дитя ей. Так девочка очутилась на небе, где зажила припеваючи. Однажды Дева Мария, отправляясь в дальний путь, оставила своей приёмной дочери 12 больших ключей и один маленький ключик от Царства Небесного, строго запретив ей отпирать последнюю, тринадцатую дверь. Каждый день девочка отпирала по одной двери и видела за каждой по одному Апостолу, наконец, остался только один неиспользованный ключик и запретная дверь. Не сдержав любопытства, она отпирает дверь и видит Пресвятую Троицу в пламени и блеске. Её палец, коснувшийся исходящего от Троицы сияния, становится золотым. Когда Дева Мария возвращается, то девочка трижды отрицает свою вину, и за это оказывается спущенной во сне на землю, в лес, окружённый терновником, из которого невозможно выбраться. Здесь она питается орехами, укрывается листями и спит в дупле дерева. Спустя годы, девушку случайно обнаруживает король, охотящийся в тех краях и, полюбив её, хотя та не может вымолвить ни слова, сочетается браком. Королева рождает трёх детей, но продолжает упорствовать во лжи, перед являющейся ей Девой Марией отказываясь признать, что отпирала запретную дверь. За это Приснодева одного за другим уносит всех её детей. Народ считают королеву людоедкой, и понуждает короля отправить её на костёр. Когда зажжён огонь, королева раскаивается. Тут же проливается дождь, гасит костёр, явившаяся Приснодева возвращает ей детей, дар слова и награждает счастьем, сказав: «Кто сознаётся и раскаивается в своём грехе, того грех прощается!»

## Анализ сюжета
Эта сказка была записана братьями Гримм в Гессене.
В Деве Марии усматривают древний образ богини-матери, а описание ангелов в сказке напоминает фей. С девушкой сходна королевна Рианнон из валлийских мифов, которую также обвиняют в том, что она съела собственного сына.

## Интерпретации сюжета
- Франц фон Зеебург написал на этот сюжет рассказ «Das Marienkind» (1869 год).